# 余惠俊
余惠俊（英語：Yue Wai Chun，1954年6月23日—），生於香港，他畢業於香港理工學院，是一位業餘天文學家和公民科學家。曾任多屆香港天文學會副會長，現任該會掩星組組長，香港觀天會顧問，國際掩星計時協會遠東分部的執行委員。
余惠俊在推動香港及中國掩星、月閃（流星體撞撃月面的月球瞬變現象）、小行星、流星及系外行星的觀測工作，成立香港首個天文網絡 Astro-Net，推動利用導航衛星輔助掩星的計時及定位技術。他訂定各種天文名詞翻譯準則，包括：彗星中文譯名準則、流星雨中文譯名準則、恆星及系外行星中文譯名準則、小行星命名及中文譯名準則、增補中國恆星名稱準則。
他是《香港天文》智能手提電話應用程式資訊編輯，發佈地區性的天文資訊，對天文推廣作出貢獻。

## 天文工作

### 掩星
掩星組1988年成為國際掩食計時協會(IOTA)東南亞月掩星資料分發及收集中心。
1991年起為香港天文學會組團前往海外觀測日全食日環食內行星凌日及其它與掩星有關的觀測活動。
為小行星掩星觀測軟件 Occult Watcher 進行中文化。
2021年起採用智能天文望遠鏡進行小行星掩星觀測活動。
2023年起成為國際掩食計時協會東亞分部（IOTA/EA）執行委員，香港及澳門地區代表。

### 小行星
2021年開始，進行近地小行星觀測，利用天體位置測量技術來追蹤近地小行星得到準確位置，加上差分天體測光技術量度這些天體位置和光度微小的週期性變動，得到這些小行星的自轉周期和利用光曲線反轉方法去計算小行星的立體形狀。

### 流星
推動流星、流星雨的視頻觀測，為香港提供流星雨的本地預報，提供主要的流星雨未來（2018年至2050年）在香港出現的概況。
2017年12月，國際流星組織流星雨日曆決定由2018年起，採用香港天文學會 ZHR 的中文譯法及「流星雨和流星群的中文譯名準則」為流星雨標準中文譯名。

### 系外行星
2021年起，推動在香港市區光害污染的情況下，進行各種系外行星觀測和初步分析工作。他在美國變星者觀測協會中系外行星的的觀測編號是 YWAA。

### 近地小行星防禦
2022年起參與近地小行星防禦監測及觀測工作

### 增補中國恆星名稱
國際天文聯會執行委員會於2016年5月批准成立一個專門的星名工作小組（Working Group on Star Names，簡稱 WGSN），正式確定幾個世紀以來口語使用的恆星名字。在新增的恆星名字當中，有部份是中國清朝時代的星表中欠缺的，他按照增補中國恆星名稱準則，根據國際天文聯會新批准的星名，定立《中國恆星名稱擴展星表》。

### 天文資料列表和索引
香港同好發現或者命名的小行星索引
華人有關的小行星名稱英文順序索引
華人有關的彗星名稱索引
國際天文聯會流星雨名稱縮寫索引
太陽系地球以外的行星及衛星上與中國有關地名索引
特殊的小行星列表

### 暦算硏究
小行星和彗星軌道觀測（觀測小行星和彗星的天文台編號是270），數據提交國際天文聯會小行星中心。掩星組以模擬方式進行太陽系小天體（小行星和彗星）的軌道曆算研究，進行相關預報，觀測，修正模擬參數，再進行改良預報，再觀測。

### 發現
聯同澳洲南昆士蘭大學，搜尋地外文明計劃研究所的研究團隊，在確認一顆編號TIC 139270665 b 屬於土星類型溫暖緻密的系外行星研究過程中，發現一顆編號TIC 139270665 c 的新系外行星
。

## 榮譽
編號32622號小行星余惠俊星以他的名字命名，以表揚他對推動天文作出的貢獻。